# Mount Pleasant (Texas)
Mount Pleasant is een plaats (city) in de Amerikaanse staat Texas, en valt bestuurlijk gezien onder Titus County.

## Demografie
Bij de volkstelling in 2000 werd het aantal inwoners vastgesteld op 13.935.
In 2006 is het aantal inwoners door het United States Census Bureau geschat op 15.202, een stijging van 1267 (9.1%).

## Geografie
Volgens het United States Census Bureau beslaat de plaats een oppervlakte van
33,0 km², waarvan 32,5 km² land en 0,5 km² water. Mount Pleasant ligt op ongeveer 123 m boven zeeniveau.

## Geboren
- Red Roundtree (1905-1990), banjospeler

## Plaatsen in de nabije omgeving
De onderstaande figuur toont nabijgelegen plaatsen in een straal van 24 km rond Mount Pleasant.